# Sum 41
Sum 41 és un grup de rock canadenc d'Ajax, Ontario. Els membres actuals són Deryck Whibley (vocal, guitarra, piano-teclat), Cone McCaslin (baix, segones veus), Dave Baksh (guitarra principal i segones veus), Tom Thacker (guitarra) i Frank Zummo (bateria, instruments de percussió, i segones veus). A la línia "clàssica" del grup el bateria i segones veus era Steve Jocz, que deixà la banda el 2013.

## Història discogràfica

### Els inicis i Half Hour of Power (1996 - 2000)
Els membres de Sum 41 van començar com a bandes rivals a l'escola preparatòria. Bromegen sobre que es van conèixer en un concert de Hole 41 dies després que comencés l'estiu de 1996. D'acord amb el lloc web Supernova, la banda va ser anomenada originalment Kaspir i més tard van canviar el seu nom al de Sum 41 per a una actuació de Supernova el 28 de setembre de 1996. El lloc web també declara que van ser descoberts per Greig Nori de Treble Charger en un concert de Supernova en la Casa Opera de Toronto el 24 de febrer de 1996. No obstant això, el seu actual baixista, Cone, es va unir a la banda el 1999, després que la banda passés per diversos baixistes.

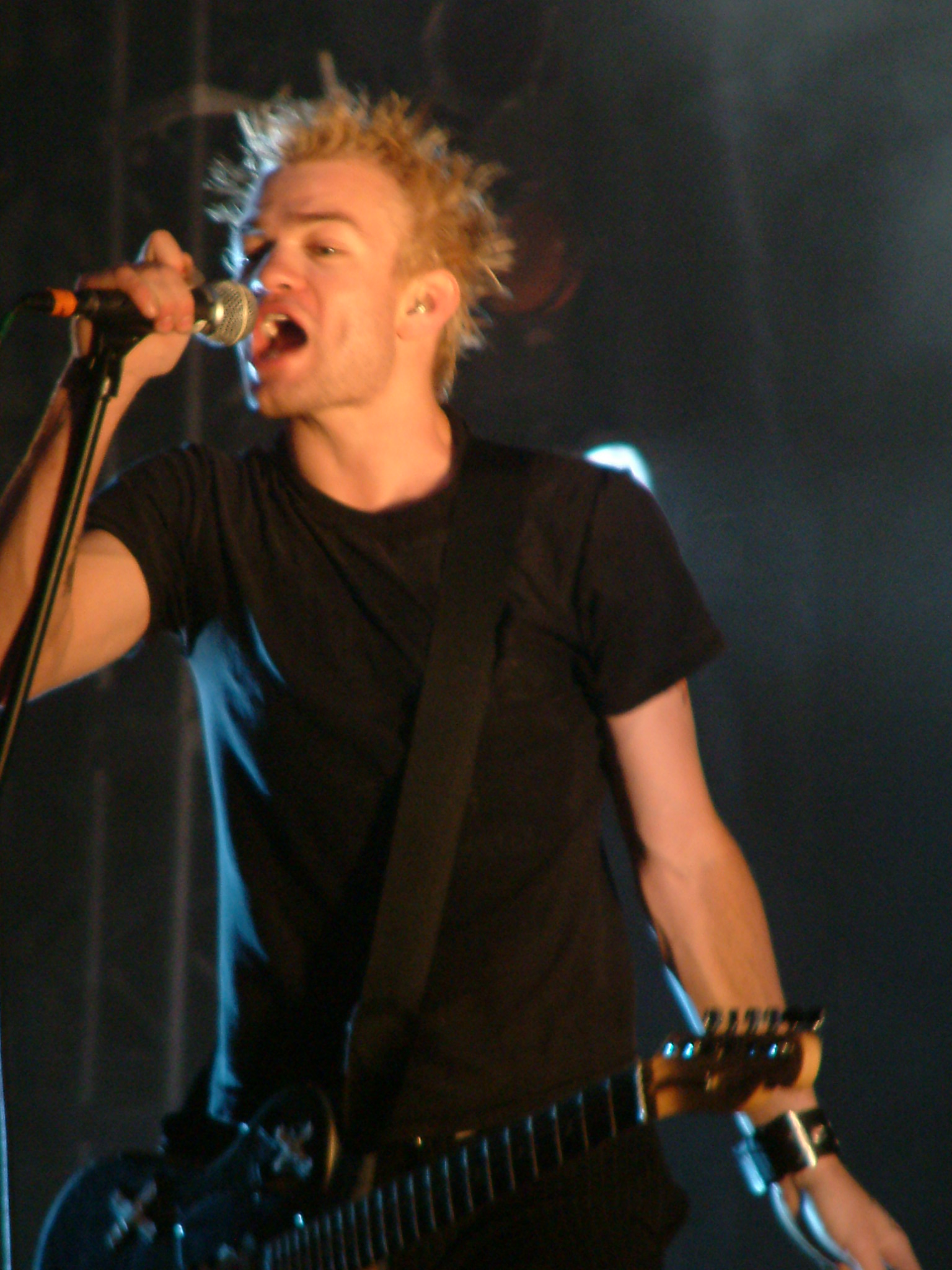
Deryck Whibley durant un concert

La banda va utilitzar una càmera de vídeo casolana per a gravar les seves bajanades, que incloïen el robatori d'una pizzeria amb armes d'aigua i la realització d'un ball per "Makes No Difference" al davant d'un teatre (ambdues imatges poden ser vistes en "Introduction to Destruction" i en algunes versions del DVD "Does This Look Infected?").
La banda va presentar els seus vídeos i algunes maquetes a diverses companyies discogràfiques. Island Records, volent ficar-se de ple en el Pop Punk, amb grups com Green Day i Blink 182 que estaven de moda, va signar contracte amb Sum 41 a principis de l'any 2000.
Sum 41 va llançar el seu primer EP Half Hour of Power el 27 de juny de 2000. El primer single llançat per la banda va ser Makes No Difference, que tenia dos vídeos diferents. El primer, que havia estat enviat a les discogràfiques, va ser unit amb el segon que mostrava a la banda tocant en una festa dins d'una casa.

### All Killer No Filler i Does This Look Infected? (2001–2003)
El primer àlbum de llarga duració de Sum 41, All Killer No Filler, va ser llançat el 8 de maig del 2001. El seu primer single va ser "Fat Lip", que va convertir-se en un dels èxits de l'estiu, quedant en primer lloc en les emissores de rock dels Estats Units per una setmana. Les presentacions en el Warped Tour durant l'any van incrementar encara més la popularitat del grup.
Unes altres dues cançons llançades van ser, In Too Deep, amb un vídeo còmic d'una competició de capbussades, i Motivation, amb un vídeo simple de la banda tocant en un clàssic garatge.
La banda va realitzar una gira durant gran part d'aquest any, amb 300 actuacions el 2001, incloent un recital amb Blink 182, abans de tornar als estudis per a l'enregistrament d'un altre CD.
El 26 de novembre de 2003, Sum 41 va llançar el seu segon àlbum de llarga durada anomenat Does This Look Infected??, alterant lleugerament el seu estil - amb introduccions una mica més pesades - però mantenint l'harmonia llisa per la qual s'havien fet coneguts. El primer single d'aquest àlbum va ser Still Waiting que els tenia en un simulat "nou-garatge" retro sota el nom de "The Sums", en forma de paròdia a un dels vídeos de The Strokes. Still Waiting era molt més pesada que l'esperat per la majoria dels fans.
A l'èxit de Still Waiting li va seguir The Hell Song, aquesta última cançó no té vídeo (oficialment fet per la banda), però sí un fet pels fans, on Sum 41 és un grup de ninots amb fotografies de les seves cares i les d'uns altres com Ozzy Osbourne i Pamela Anderson. La següent cançó, Over My Head (Better Of Dead), tenia un vídeo realitzat completament al Canadà i sobre el seu lloc web, mostrant diferents escenes en viu de la banda. El vídeo va ser a més, inclòs en el seu DVD en viu, Sake Bombs And Happy Endings (2004), com un bonus. Va rebre una transmissió limitada en diverses cadenes musicals de televisió en Estats Units i el Regne Unit.

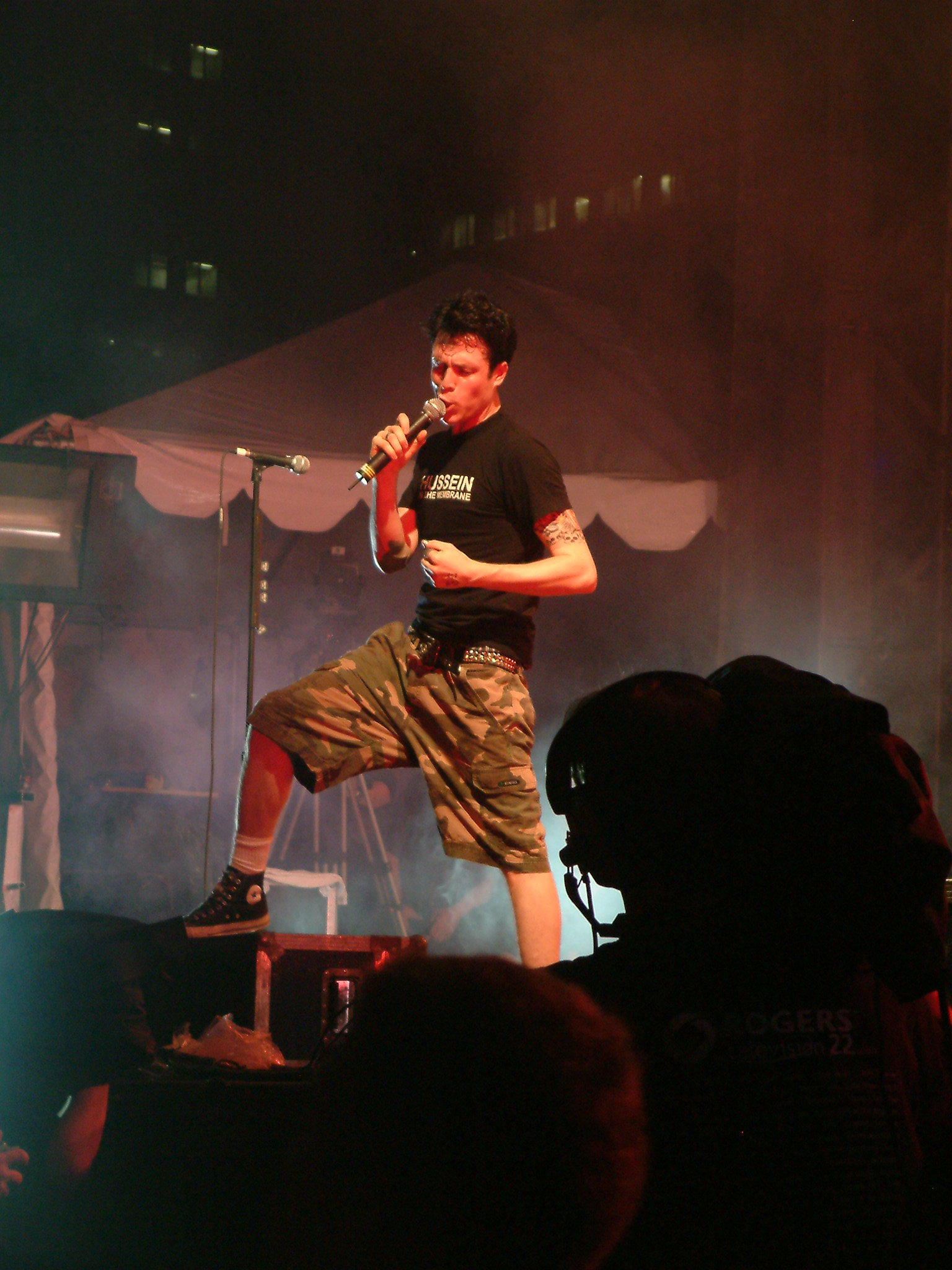
Bateria Steve Jocz cantant durant la cançó "Pain for Pleasure"

Després d'una llarga gira per a promocionar l'àlbum, Iggy Pop va convidar a Sum 41 per al seu nou àlbum, Skull Ring. La banda va ajudar a escriure la primera cançó de l'àlbum Little Know It All i van participar amb Iggy en The Late Show with David Letterman per promoure la cançó.

### Chuck, Underclass Hero (2004 - 2008)
Sum 41 va llençar un altre disc anomenat Chuck, que va sortir el 12 d'octubre de 2004 amb el seu primer single "We're All To Blame". L'àlbum el van anomenar així per Chuck Pelletier, una persona de les forces de pau de les Nacions Unides que va salvar les vides dels membres de la banda i uns altres 40 civils mentre que el grup gravava un documental sobre la guerra a la República Democràtica del Congo per a War Child Canada, un DVD benèfic anomenat Rocked: Sum 41 in Congo que està a la venda a través d'internet.
La banda va treure un disc en viu poc abans de la retirada del membre Dave (BrownSound), el qual van titular "Go Chuck Yourself".
Aquest disc és l'enregistrament d'una actuació a Ontario durant la gira del mateix nom que el disc. És durant aquests anys en els quals la banda comença una etapa de maduresa, amb exemples com les lletres de les seves cançons, més propera a la política, i també amb les noces de Deryck amb la cantant Avril Lavigne.
L'11 de maig de 2006, Dave Baksh anuncia el seu retir de Sum 41 per treballar a la seva nova banda anomenada Brown Brigade, no hi ha dades que indiquin cap relació dolenta amb la resta de membres, i fins i tot ha tocat amb ells posteriorment com a convidat.
El 24 de juliol de 2007 va sortir a la venda l'últim treball discogràfic Underclass Hero llançant com a primer single Underclass Hero, com a segon Walking Disaster i l'últim, With Me. En els últims vídeos (enregistraments en el seu estudi), va ser vist un altre membre tocant amb ells, Thomas William Thacker, de la banda GOB, com guitarra solista i cors.

### 2010-2012:Screaming Bloody Murder
El 7 d'agost de 2008, McCaslin va anunciar en un diari i en el lloc web oficial de la banda que es prendria un temps lliure de les gires per fer altres coses. Després, la banda va començar a treballar en un nou àlbum d'estudi. McCaslin va treballar en el segon àlbum del seu projecte en paral·lel, The Operation M.D.. Jocz va fer una gira com a bateria de The Vandals, i Whibley estava de gira amb la que era la seva dona en aquell moment, Avril Lavigne.
Sum 41 va fer públic un comunicat de premsa en què va mencionar que, a causa de l'èxit d'Underclass Hero, Universal Music va prendre la decisió que Sum 41 produís un EP l'any 2009. No obstant això, Deryck va declarar que el nou EP es va anar convertint ràpidament en un LP, atesa la quantitat de música que havien grabat, més de l'esperada. La banda va entrar a l'estudi a finals de 2008 amb el pla de llançar aquest àlbum en algun moment del 2009, i amb una gira de presentació l'estiu següent.
El 26 de novembre de 2008, Sum 41 va llançar 8 Years of Blood, Sake and Tears, un àlbum de grans èxits, al Japó. L'àlbum inclou una cançó inèdita, "Always", i un DVD, que conté tots els vídeos del grup. Al febrer de 2009, la banda va dir que a causa de l'èxit i la demanda de l'àlbum de grans èxits, que havien decidit divulgar-lo a tot el món, tot i que amb un títol i temes diferents: el 17 de març, All The Good Shit es publicaria, similar al recopilatori que havien presentat al Japó.
Durant l'any 2009, la banda va anunciar que estaven en procés de gravació d'un nou àlbum, amb un so molt dur i van realitzar presentacions en diversos països, com Japó o Rússia, així com van participar en alguns festivals. Durant aquest període de gires, Tom Thacker va participar en presentacions i entrevistes, així que se'l va considerar oficialment nou membre de la banda.
Screaming Bloody Murder va sortir a la venda a tot el món el 29 de març de 2011, presentant un Sum 41 més fosc i roquer, amb un so bastant similar al del seu quart disc Chuck i més concretament a la cançó We're All to Blame, tal com havien anunciat els integrants del grup en diverses ocasions.

### 2012- en endavant: Marxa de Jocz, Primera vegada aAmèrica del Sudi13 Voices

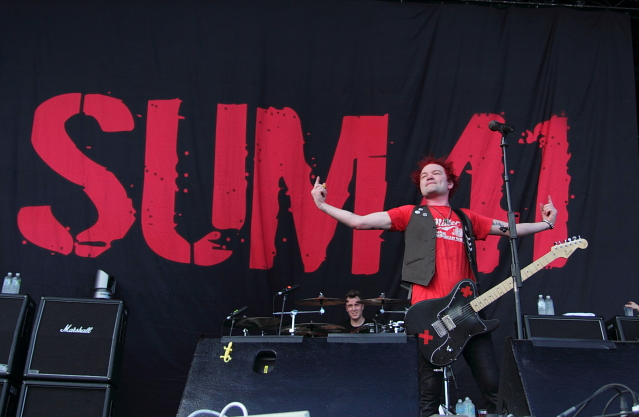
Sum 41 en plena gira "10th Aniversary Of Does This Look Infected?"

Els integrants van decidir fer una gira per celebrar els 10 anys del seu àlbum Does This Look Infected?. Aquesta gira els portaria des d'Àsia fins a Amèrica, passant per Europa i Oceania.
Deryck va confirmar en una entrevista que després de la gira el grup va entrar a l'estudi per grabar un nou àlbum. El nou disc arribaria a finals de 2013.
El 8 d'abril de 2013, el bateria Steve Jocz va anunciar que es retirava de la banda.
El 17 d'agost de 2015 van trepitjar per primer cop terra sud-americà en el festival Rock Al Parque 2015 a Bogotà, Colòmbia, el 12 de desembre de 2015 van aterrar a Lima, Perú en el Festival Vivo X El Rock i el 13 de desembre del mateix any van arribar a Buenos Aires, Argentina.
El 20 d'agost de 2015 es va confirmar en les xarxes socials el retorn del guitarrista Dave Baksh.
El 22 de març de 2016, la banda va anunciar des del seu perfil de Facebook que Sum 41 estaria tocant en el Warped Tour de 2016 i el 23 de març de 2016, van anunciar la seva participació en l'Amnesia Rock Fest, festival en què també hi actuarien els grups NOFX, Blink-182, Rise Against, entre d'altres.
El 19 d'abril de 2016, Whibley va publicar en la pàgina de Facebook de la banda que l'àlbum ja estava llest. L'11 de maig de 2016, Sum 41 van anuncar que firmarien amb la discogràfica Hopeless Records.
El 19 de febrer de 2017 (en plena gira europea) Deryck Whibley va anunciar a través de les xarxes socials que grabarien un CD en directe el dia 22 a la sala Zénith de París, Francia.

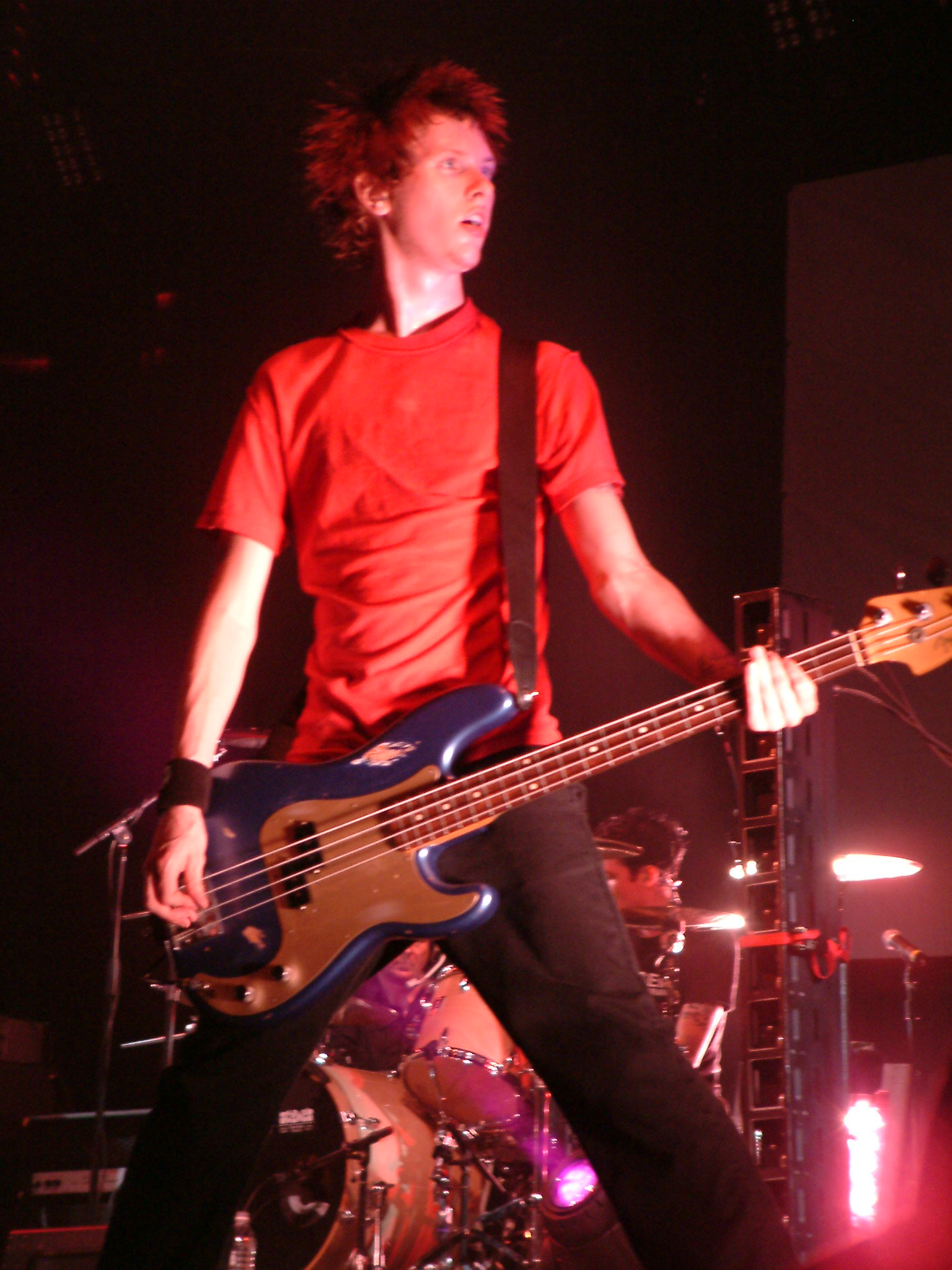
Cone en un concert

## Estil musical i influències
Quant a la seva tendència musical Sum 41 va assenyalar; que en els seus començaments van ser influenciats fortament per NOFX. Una altra influència en la seva música van ser els Beastie Boys especialment en el disc All Killer No Filler. Per altra banda el Hip-Hop i el Rapcore es va trobar en els singles Fat Lip i What We're All About. Posteriorment amb l'àlbum Does This Look Infected? la banda va comentar que posseïa una música més pesada i influenciada per The Offspring, i algunes altres provinents del metal, bandes com Iron Maiden, exemple inspiració d'aquesta és la cita "Maiden and Priest were the gods that we praised", clarament fan referència a Iron Maiden i Judas Priest. L'àlbum Chuck ofereix una sèrie de cançons que poden ser comparades amb la música Thrash Metal, anomenant Metallica com la principal influència de la seva música metal.
Gran controvèrsia va causar la notable semblança entre les cançons del grup nord-americà My Chemical Romance i Sum 41. Cal destacar la cita del guitarrista de Sum 41, Dave Baksh, en la qual afirma que Ray Toro (guitarrista principal de MCR) és un dels seus guitarristes més influents. Mikey Way, baixista, diu que no va ser plagi ni influència, va ser només coincidència. Per què no?. Molt per contra, el productor Rob Cavallo va dir que demanarà una explicació o disculpa formal, o que duré el problema a tribunals. Pel que sembla, les aigües ja es van calmar.
Recentment el gènere musical de la banda ha estat qüestionat pels fans a causa de la complexa combinació de diferents estils musicals. L'argument està centralitzat al voltant del Punk street de la banda, i ells al seu torn s'han catalogat com una banda Pop Punk, Punk Rock i Rock Alternatiu, però també de Hard Rock / Heavy Metal.

## Pain For Pleasure
Pain for Pleasure és la banda "alter-ego" de la banda de punk rock Canadenca Sum 41. Com a Pain for Pleasure, ells toquen Heavy metal clàssic. Oficialment, la banda va desaparèixer quan Dave Baksh va deixar Sum 41, tot i així aquesta encara toca cançons de "Pain for Pleasure" en directe, encara que sense el look típic de la banda.
Els membres de la banda van ser Deryck Whibley - Guitarra, vocal, Cone McCaslin - Baix, segones veus i Steve Jocz - Bateria, segones veus. Anteriorment hi va tocar Dave Baksh - Guitarra solista.

## Discografia

### Àlbums
| Any  | Àlbum                    | Discogràfica     |
| ---- | ------------------------ | ---------------- |
| 2000 | Half Hour of Power       | Island Records   |
| 2001 | All Killer No Filler     | Island Records   |
| 2002 | Does This Look Infected? | Island Records   |
| 2004 | Chuck                    | Island Records   |
| 2006 | Go Chuck Yourself        | Island Records   |
| 2007 | Underclass Hero          | Island Records   |
| 2011 | Screaming Bloody Murder  | Island Records   |
| 2016 | 13 Voices                | Hopeless Records |
| 2019 | Order in Decline         | Hopeless Records |
| 2024 | Heaven :x: Hell          | Rise Records     |

### Singles
| Any  | Cançó                             | Posició a les llistes | Posició a les llistes  | Posició a les llistes | Posició a les llistes | Posició a les llistes  | Àlbum                    |
| Any  | Cançó                             | US Hot 100            | Mainstream Rock Tracks | Modern Rock Tracks    | UK Singles Chart      | Canadian Singles Chart | Àlbum                    |
| ---- | --------------------------------- | --------------------- | ---------------------- | --------------------- | --------------------- | ---------------------- | ------------------------ |
| 2000 | Makes No Difference               | -                     | -                      | #32                   | -                     | #35                    | Half Hour of Power       |
| 2001 | Fat Lip                           | #66                   | -                      | #1                    | #8                    | -                      | All Killer No Filler     |
| 2001 | In Too Deep                       | -                     | -                      | #10                   | #13                   | -                      | All Killer No Filler     |
| 2002 | Motivation                        | -                     | -                      | #24                   | #21                   | -                      | All Killer No Filler     |
| 2002 | What We're All About              | -                     | -                      | -                     | #32                   | -                      | Spider-Man (soundtrack)  |
| 2002 | Still Waiting                     | -                     | -                      | #7                    | #7                    | #1                     | Does This Look Infected? |
| 2003 | The Hell Song                     | -                     | -                      | #13                   | #35                   | -                      | Does This Look Infected? |
| 2003 | Over My Head                      | -                     | -                      | -                     | #27                   | -                      | Does This Look Infected? |
| 2003 | Little Know It All (amb Iggy Pop) | -                     | -                      | #35                   | -                     | #19                    | Skull Ring               |
| 2004 | We're All to Blame                | -                     | #36                    | #10                   | -                     | #25                    | Chuck                    |
| 2005 | Pieces                            | -                     | -                      | #14                   | -                     | #1                     | Chuck                    |
| 2005 | Some Say (Canadà/Japó)            | -                     | -                      | -                     | -                     | #10                    | Chuck                    |
| 2005 | No Reason (EUA/Europa)            | -                     | -                      | #16                   | -                     | -                      | Chuck                    |
| 2007 | Underclass Hero                   | -                     | -                      | #34                   | -                     | -                      | Underclass Hero          |
| 2007 | Walking Disaster                  | -                     | #40                    | -                     | -                     | #15                    | Underclass Hero          |
| 2008 | With Me                           | -                     | -                      | #36                   | -                     | #12                    | Underclass Hero          |
| 2008 | Always                            |                       |                        |                       |                       |                        | All The Good Shit        |
| 2011 | Screaming Bloody Murder           |                       |                        |                       |                       |                        | Screaming Bloody Murder  |
| 2011 | What Am I to Say                  |                       |                        |                       |                       |                        | Screaming Bloody Murder  |
| 2016 | War                               |                       |                        |                       |                       |                        | 13 Voices                |

### VHS i DVDs
- Introduction to Destruction (2001)
- All Killer No Filler (2002)
- Cross Your T's and Gouge Your I's (2002)
- Sake Bombs And Happy Endings (2004)
- Happy Live Surprise (2005)
- DeeVeeDee (2008)

### Altres
- Maximum Sum 41 (2003) - entrevista

## Membres
- Deryck Whibley - Guitarra, vocal.
- Cone McCaslin - Baix, segones veus.
- Steve Jocz - Bateria, segones veus.

### Membres anteriors
- Dave Baksh - Guitarra solista.
- Richard Twitch - Baix, segones veus.